# Курдманш (Сарт)
Курдманш (фр. Courdemanche) је насељено место у Француској у региону Лоара, у департману Сарт.
По подацима из 2011. године у општини је живело 635 становника, а густина насељености је износила 26,44 становника/km².

## Демографија
| 1962. | 1968. | 1975. | 1982. | 1990. | 2011. |
| ----- | ----- | ----- | ----- | ----- | ----- |
| 966   | 860   | 674   | 653   | 628   | 635   |